# Bisenzio
Le Bisenzio est une rivière de la Toscane septentrionale en Italie, affluent de droite du fleuve Arno.

## Géographie
Son cours est long de 47 km, dont 10 km dans la commune de Cantagallo, 6 km dans celle de Vernio, 8 km à Vaiano, 9 km dans Prato, 8 km à Campi Bisenzio et 6 km dans celle de Signa, où il rejoint l'Arno.
Le Bisenzio naît dans la commune de Cantagallo sans que soit exactement définie l’origine de ses sources. Selon l’étymologie de son nom (bis - entius, c’est-à-dire double courant), le fleuve naîtrait de deux cours d’eau : soit de l’union du rio di Ceppeta et du Fosso di Trogola, dans la localité de Mulino della Sega, soit (vu sa dimension et son débit) son origine serait 3 km plus haut où s’unissent le Fosso di Trogola et le Fosso delle Barbe.
Le cours d'eau descend jusqu’à Mercatale di Vernio (Vernio), où il reçoit le Rio Fiumenta, puis se dirige vers Prato en formant le Val Bisenzio et traversant des sites habités et d’antiques établissements textiles des XIXe et XXe siècles. La digue de la localité de Santa Lucia dirigeait les eaux vers les industries textiles de la cité par le canal Gorone et cinq autres petits canaux, aujourd’hui couverts dans leur tracé urbain.
Après Prato, le Bisenzio, entre dans la commune de Campi Bisenzio où il reçoit les eaux du torrent Marinella, du torrent Marina puis du Fosso Macinante avant de se jeter dans l’Arno près de Signa.

### Qualité des eaux
Sur ses premiers kilomètres la rivière à un régime typiquement torrentiel avec des eaux claires et limpides, adéquates pour les salmonidés. Arrivé près de Prato, la pente du lit de la rivière diminue et grâce aux implantations de dépuration, les eaux ne sont plus extrêmement polluées par rapport aux années précédentes.

### Crues
À cause de son régime torrentiel, le Bisenzio a depuis toujours provoqué crues et inondations, principalement sur son parcours en plaine :
Après la crue de 1630, Galilée, consulté, se déclara défavorable au redressement du cours préconisant plutôt un curetage du lit du cours d'eau.
Au XXe siècle, trois inondations notoires ont eu des effets désastreux : à Campi Bisenzio en 1926 et 1991 et les inondations de Florence du 4 novembre 1966 qui firent des dégâts considérables sur divers sites et œuvres artistiques historiques.

## Galerie

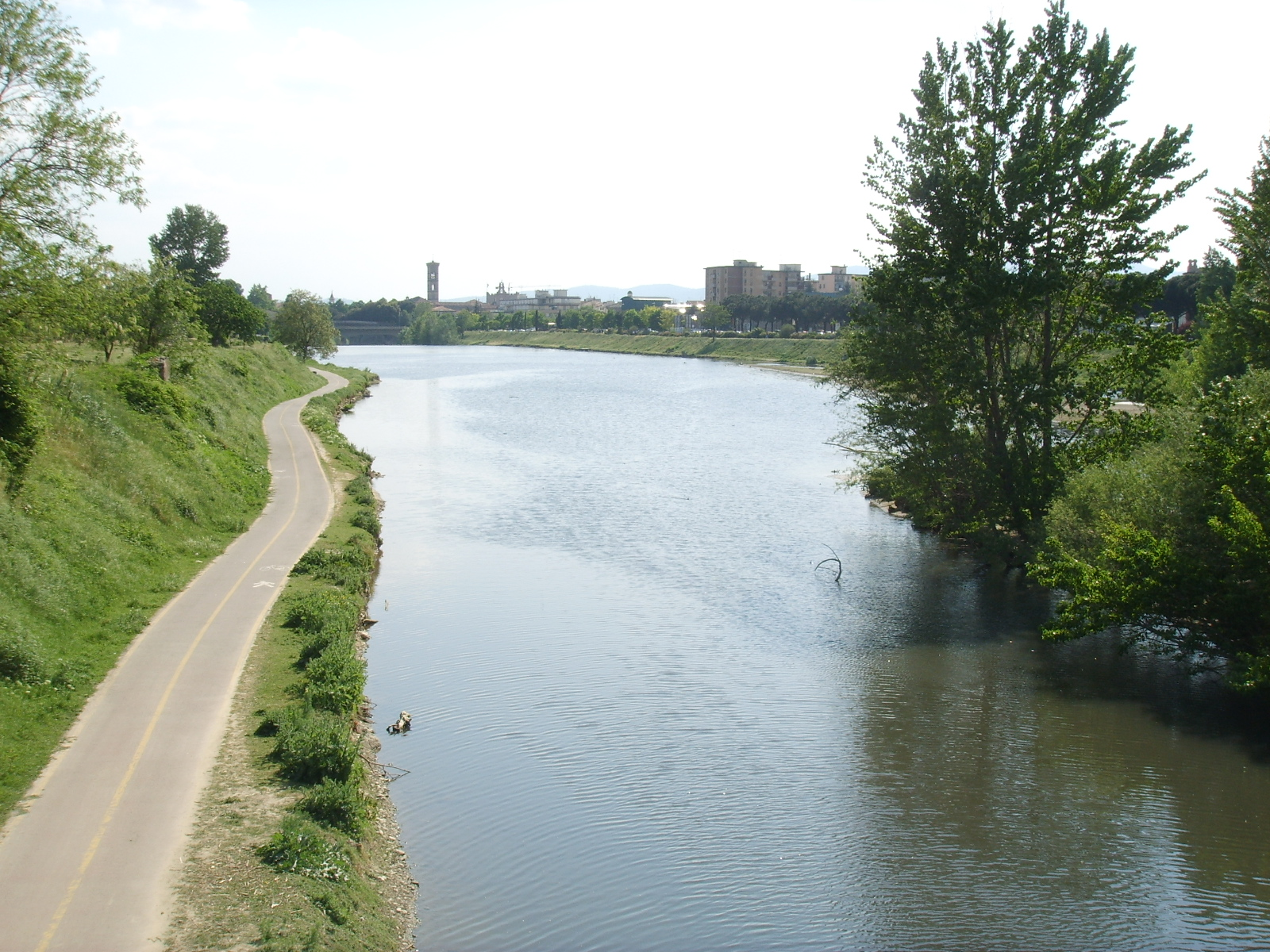
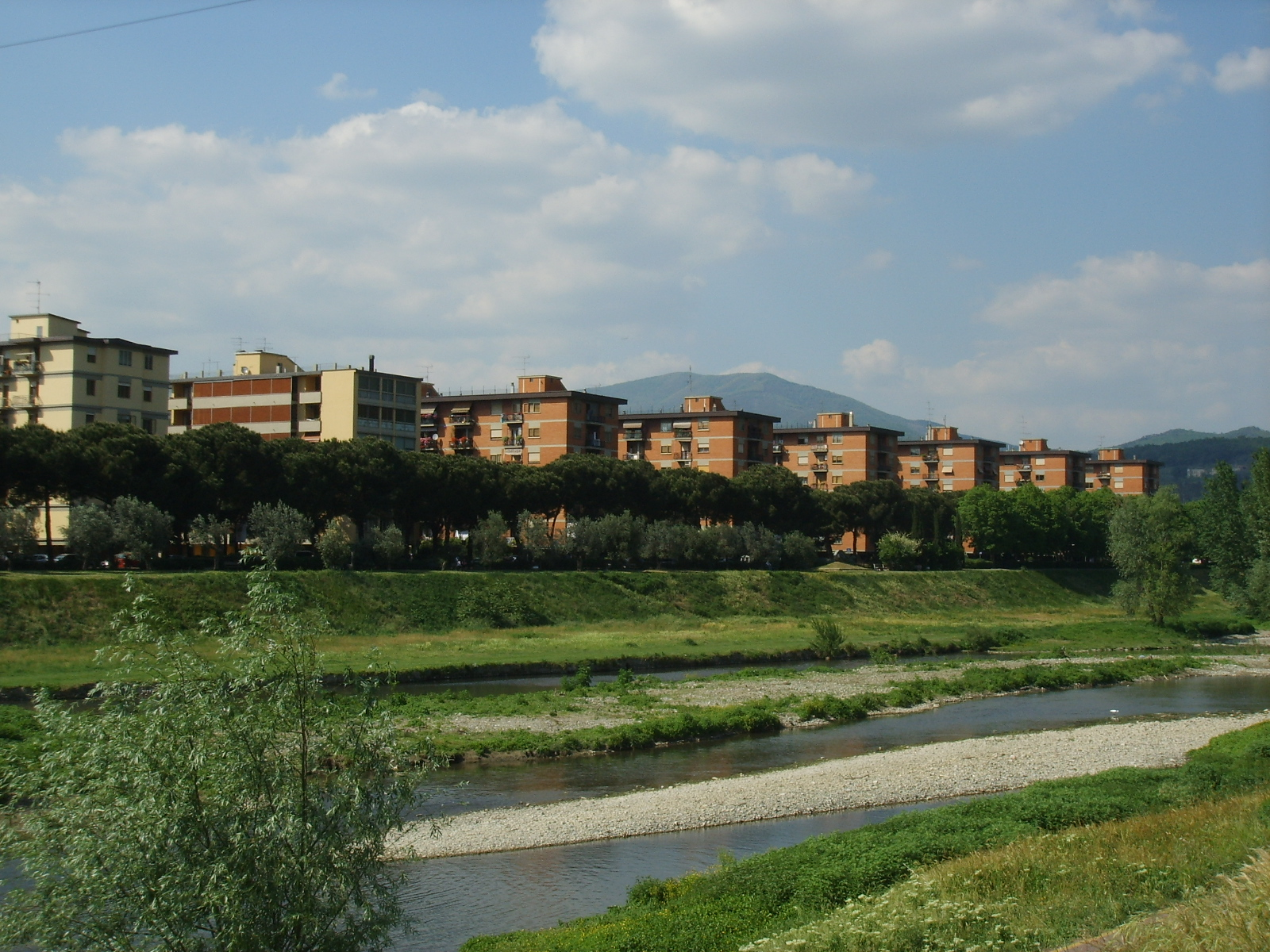
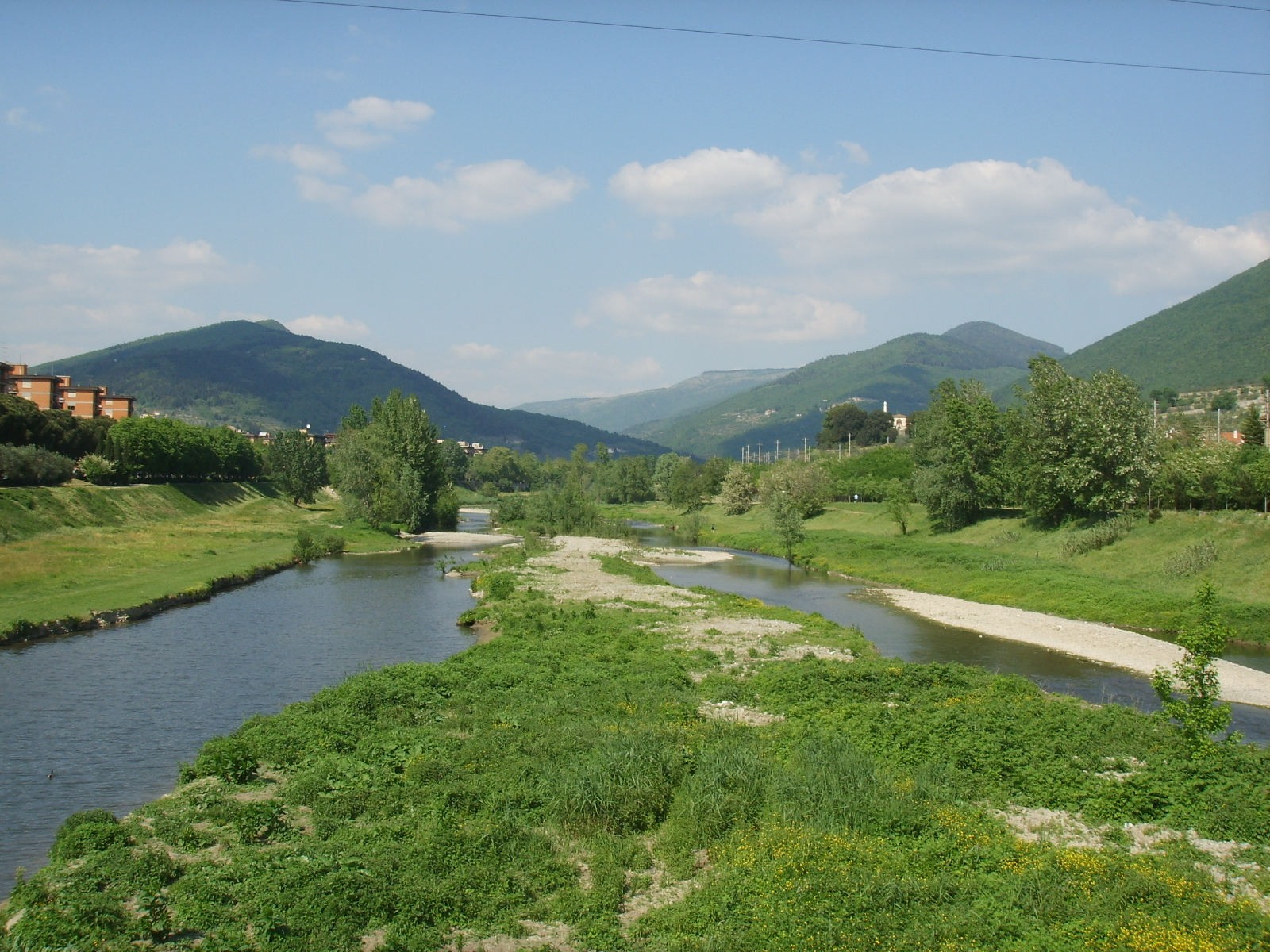
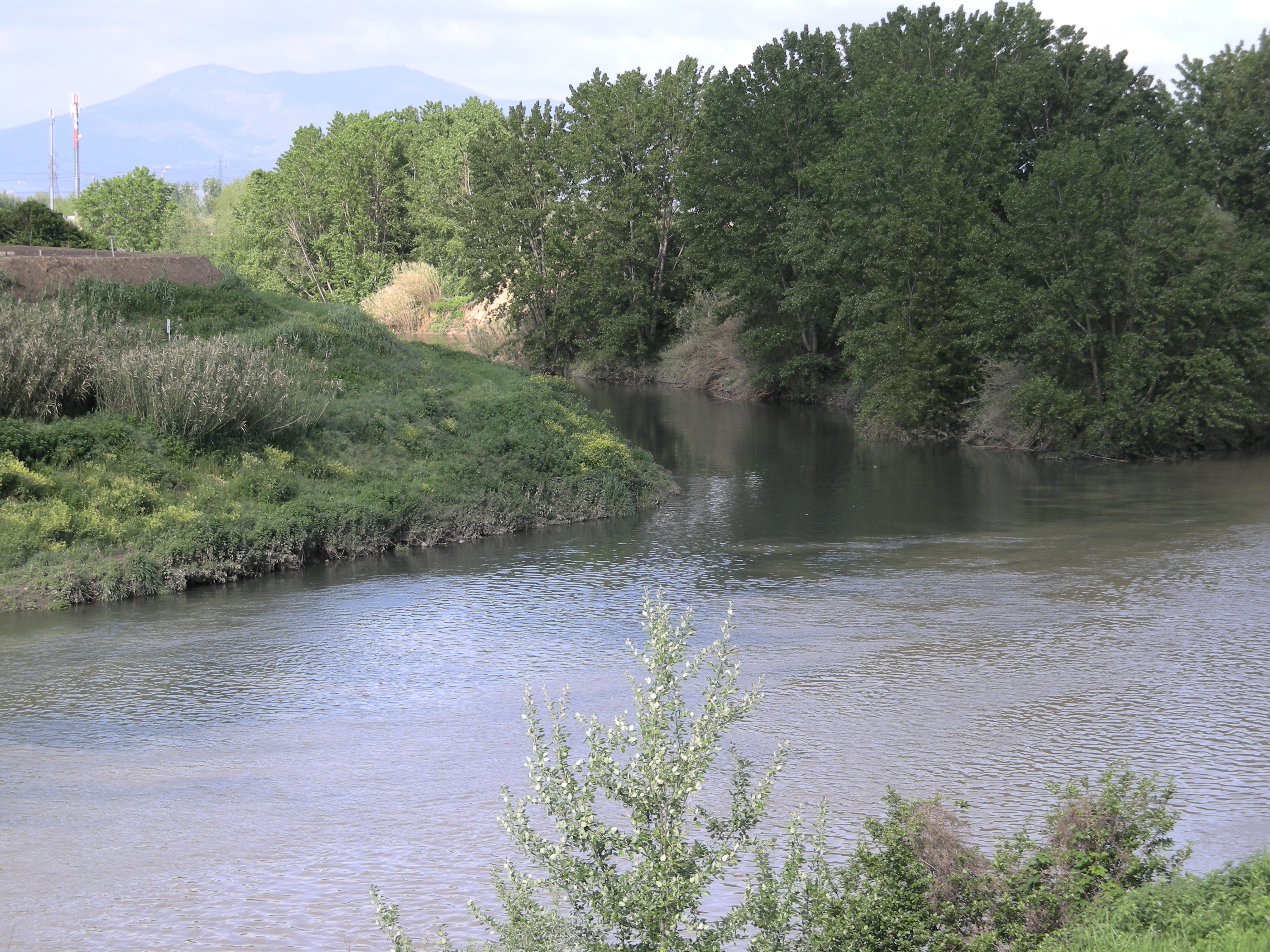

## Source
- (it) Cet article est partiellement ou en totalité issu de l’article de Wikipédia en italien intitulé « Bisenzio » (voir la liste des auteurs).